# Mustapha
«Mustapha» es una canción lanzada como sencillo por la banda de rock británica Queen como parte de su disco Jazz, pero solo fue lanzado en 4 países en los cuales no causó mucho impacto en las listas, estos fueron 
Alemania, España, Yugoslavia y Bolivia.
La canción tiene un estilo árabe en la letra, pero de las cuales sólo las palabras Mustapha, Ibrahim y las frases Allah Allah Allah, we'll pray for you y Salam'Aleikoun son palabras verdaderamente existentes, el resto es improvisado.
En conciertos Freddie solía usar la introducción de «Mustapha» para «Bohemian Rhapsody», pasando del "Allah Allah Allah, we'll pray for you" a "Mama, just killed a man...". Pero también la canción fue varias veces interpretada en vivo con Freddie en el piano.
Cabe resaltar que la canción era pedida algunas veces por gran parte del público como se puede apreciar en el disco Live Killers.
Debido a esta canción y otras más, había fanes que creían que Freddie hablaba varios idiomas, pero él solo sabía inglés y algo de guyaratí o hindi debido a sus estudios en India.

## Particularidades
En 1981/82 fue prohibida en Bolivia, la prohibición fue retirada en 1983. Se desconoce porqué se censuró «Mustapha» en esa época, EMI Music Bolivia afirmó que fue disposición del gobierno boliviano y que no se comunicó a Capitol Records el motivo ni las causas de dicha resolución, la 15221/81, de la secretaría de difusión cultural de Bolivia [cita requerida].